# Куфщайн
Вижте пояснителната страница за други значения на Куфщайн.
Куфщайн (на немски: Kufstein) е град в Западна Австрия. Разположен е в окръг Куфщайн на провинция Тирол около река Ин. Главен административен център на окръг Куфщайн. Надморска височина 499 m. Има жп гара. Отстои на около 70 km североизточно от провинциалния център град Инсбрук и на 2 km южно от границата с Германия. Население 17 080 жители към 1 април 2009 г.

## Забележителности
Най-голямата забележителност на Куфщайн е крепостта Куфщайн, която се споменава за първи път през 13 век.

## Спорт
Представителният футболен отбор на града се казва ФК Куфщайн.

## Побратимени градове
- Фрауенфелд, Швейцария

## Фотогалерия
- Снимка на града от крепостта
- Снимка на крепостта от река Ин